# Fade to Black (песня Надира Рустамли)
«Fade to Black» — песня азербайджанского певца Надир Рустамли, с которым представлял Азербайджан на конкурсе песни «Евровидение-2022».

## Конкурс песни «Евровидение»
30 декабря 2021 года азербайджанская телекомпания «Ictimai Television» (ITV) открыла период подачи песен для заинтересованных композиторов, чтобы представить свои песни в азербайджанской подборке до 31 января 2022 года. Все участники, которые хотели принять участие в отборе азербайджанской песни, должны были предоставить краткое описание себя как часть своей заявки. Шесть песен вошли в шорт-лист из примерно 300 представленных работ, которые будут предложены выбранному исполнителю для отбора.
Надир Рустамли был объявлен 16 февраля 2022 года во время утреннего шоу ITV «Sabahın xeyir, Azərbaycan» ("Доброе утро, Азербайджан").
Песня была выпущена 21 марта 2022 года, а клип был выпущен на YouTube-канале конкурса.

## Позиции в чартах
| Чарт (2021)       | Высшая позиция |
| ----------------- | -------------- |
| Lithuania (AGATA) | 69             |